# Сидоряк Микола Іванович
Микола Іванович Сидоряк (2 жовтня 1891, Великий Бичків — 19 вересня 1934, Москва) — один з керівників комуністичного і робітничого руху на Закарпатті.

## Біографія
Народився 2 жовтня 1891 року в селі Великому Бичкові (тепер Рахівського району на Закарпатті) в робітничій сім'ї. За фахом токар. Революційну діяльність почав у 1918 році. Член Комуністичної партії Чехословаччини з 1921 року. У 1922–1930 роках — член Закарпатського крайового комітету КПЧ. В 1924, 1925, 1929 — депутат парламенту від КПЧ. Проводив революційну роботу, керував страйками і демонстраціями в різних населених пунктах краю. Не раз зазнавав переслідувань і арештів. У 1931 році виїхав на лікування до СРСР. Помер в Москві 19 вересня 1934 року.